# Vanessa Gusmeroli
Vanessa Gusmeroli (Annecy, 19 de setembro de 1978) é uma ex-patinadora artística francesa, que competiu no individual feminino. Ela foi medalhista de bronze no Campeonato Mundial de 1997, e foi tricampeã do campeonato nacional francês. Gusmeroli disputou os Jogos Olímpicos de Inverno de 1998 e 2002 terminando na sexta e décima sexta posição, respectivamente.

## Principais resultados
| Resultados                                                             | Resultados        | Resultados    | Resultados       | Resultados    | Resultados        | Resultados        | Resultados        | Resultados      | Resultados      | Resultados      | Resultados    | Resultados    |
| Internacional                                                          | Internacional     | Internacional | Internacional    | Internacional | Internacional     | Internacional     | Internacional     | Internacional   | Internacional   | Internacional   | Internacional | Internacional |
| Evento/Temporada                                                       | 1992– 1993        | 1993– 1994    | 1994– 1995       | 1995– 1996    | 1996– 1997        | 1997– 1998        | 1998– 1999        | 1999– 2000      | 2000– 2001      | 2001– 2002      |               |               |
| ---------------------------------------------------------------------- | ----------------- | ------------- | ---------------- | ------------- | ----------------- | ----------------- | ----------------- | --------------- | --------------- | --------------- | ------------- | ------------- |
| Jogos Olímpicos                                                        |                   |               |                  |               |                   | 6.ª               |                   |                 |                 | 16.ª            |               |               |
| Campeonato Mundial                                                     |                   |               |                  | 14.ª          | Medalha de bronze | 16.ª              | 5.ª               | 4.ª             | 9.ª             |                 |               |               |
| Campeonato Europeu                                                     |                   |               |                  | 8.ª           | 6.ª               | 11.ª              | 5.ª               | 4.ª             | 9.ª             | 11.ª            |               |               |
| GP Copa Sparkassen no Gelo                                             |                   |               |                  |               | Medalha de bronze |                   |                   |                 | 6.ª             |                 |               |               |
| GP Skate America                                                       |                   |               |                  |               | 7.ª               |                   |                   |                 |                 |                 |               |               |
| GP Skate Canada International                                          |                   |               |                  |               |                   | 7.ª               |                   |                 |                 |                 |               |               |
| GP Troféu Lalique                                                      |                   |               |                  |               | 4.ª               | Medalha de bronze | Medalha de bronze |                 |                 | 10.ª            |               |               |
| Karl Schäfer Memorial                                                  |                   |               |                  |               |                   |                   |                   |                 |                 | Medalha de ouro |               |               |
| Internacional – Júnior                                                 |                   |               |                  |               |                   |                   |                   |                 |                 |                 |               |               |
| EYOF                                                                   | Medalha de bronze |               | Medalha de prata |               |                   |                   |                   |                 |                 |                 |               |               |
| Nacional                                                               |                   |               |                  |               |                   |                   |                   |                 |                 |                 |               |               |
| Campeonato Francês                                                     |                   | 7.ª           | 5.ª              |               | Medalha de prata  | Medalha de bronze | Medalha de prata  | Medalha de ouro | Medalha de ouro | Medalha de ouro |               |               |
|                                                                        |                   |               |                  |               |                   |                   |                   |                 |                 |                 |               |               |
| Legenda: GP = Grand Prix; Competição não foi disputada nesta temporada |                   |               |                  |               |                   |                   |                   |                 |                 |                 |               |               |